# 栄莉弥
栄莉弥（えりや、2005年11月29日 - ）は、日本の男性ファッションモデル、俳優。TRUNK所属。カナダ・トロント生まれ、長野県軽井沢町育ち。

## 略歴
カナダ人の父と日本人の母のもとにカナダ・トロントで生まれる。生後間もなく来日し、以後長野県軽井沢町を中心に生活。東京都のインターナショナルスクールなどに通った後、都内の私立高校に通う。
2021年、ABEMAの人気恋愛リアリティーショー『恋する♥週末ホームステイ』（通称「恋ステ」）Season18にウォーカー栄莉弥として出演し、注目を集める。
同年11月、第36回メンズノンノモデルオーディションのグランプリを歴代最年少で受賞。以降MEN'S NON-NOの専属モデルとして活動中。

## 人物
- 特技はバスケットボール、スピードスケート、歌うこと[5]。
- 小学生時代はフィギュアスケート選手の鍵山優真と同じリンクでスケートを練習していた[6]。

## 出演

### テレビドラマ
- 僕達はまだその星の校則を知らない（2025年7月14日 - 、関西テレビ・フジテレビ） - 有島ルカ 役[7]

### 映画
- 宝島（2025年9月19日公開予定） - ウタ 役[8]

### 雑誌
- MEN'S NON-NO（2021年 - 、集英社） - 専属モデル

### ファッションショー
- KUDOS/SODUK Fashion Show（東京コレクション2022）

### WEB番組
- 恋する♥週末ホームステイ 2021・春 TOKYO Season18（2021年4月13日 - 6月22日、ABEMA）

### ミュージックビデオ
- 神様、僕は気づいてしまった「僕たちの」(2021年)

### 広告
- Amazon Music 新キャンペーン「Following is Cheering」（2022）
- HEBEL HAUS テレビ広告（2022）
- WEGO 春キャンペーンモデル（2022）
- マンダム「GATSBY」広告モデル（2021）
- BANDAI「デジモン2021」コンセプトムービー （2021）